# Provincia Phatthalung
Phatthalung (în thailandeză พัทลุง) este o provincie (changwat) din Thailanda. Situată în regiunea de Sud, provincia Phatthalung are în componența sa 11 districte (amphoe), 65 de sub-districte (tambon) și 626 de sate (muban). 
Cu o populație de 505.391 de locuitori și o suprafață totală de 3.424,5 km2, Phattalung este a 50-a provincie din Thailanda ca mărime după numărul populației și a 58-a după mărimea suprafeței.